# Ode aan de Republiek China
Ode aan de Republiek China is een Chinees-nationalistisch Standaardmandarijns lied uit Republiek China. Het lied was geschreven door Liu Jiachang 刘家昌. De Chinese zangers Fei Yu-Ching 费玉清, Cheung Ming-Man, zangeres Teresa Teng en anderen hebben dit lied gezongen op onder andere de dag van het Dubbel Tienfestival. Het lied wordt door sommigen gezien als een nationalistisch lied dat de een-Chinapolitiek bevordert.

## De tekst van het lied, intraditioneel Chinees
青海的草原，一眼看不完，

喜馬拉雅山，峰峰相連到天邊，

古聖和先賢，在這裏建家園，

風吹雨打中聳立五千年，

中華民國，中華民國， 

經得起考驗，

只要黃河長江的水不斷，

中華民國，中華民國， 

千秋萬世，直到永遠。

## De tekst van het lied, invereenvoudigd Chinees
青海的草原，一眼看不完，
 
喜马拉雅山，峰峰相连到天边，

古圣和先贤，在这里建家园，

风吹雨打中耸立五千年，

中华民国，中华民国，

经得起考验，

只要黄河长江的水不断，

中华民国，中华民国， 

千秋万世，直到永远。

## De tekst van het lied, inHanyu Pinyin
Qīnghǎi de cǎoyuán， yī yǎnkàn bù wán，

Xǐmǎlāyǎshān， fēngfēng xiānglián dào tiānbiān，

Gǔshèng hé xiānxián， zài zhèlǐ jiàn jiāyuán，

Fēng chuí yǔ dǎzhōng sǒnglì wǔ qiānnián，

Zhōnghuá Mínguó， Zhōnghuá Mínguó， 

Jīngdéqǐ kǎoyàn，

Zhīyào huánghé chángjiāng de shuǐ bùduàn，

Zhōnghuá Mínguó， Zhōnghuá Mínguó， 

Qiān qiū wànshì， zhídào yǒngyuǎn 。

## Vertaling
De grasvlaktes van Qinghai zijn in één wenk niet te overzien,

de Himalayagebergte, elke top raakt de hemel,

de oude goden hebben elk hier hun gezin gesticht,

De wind waait en de regen klettert en het (Chinese cultuur) bestaat al vijfduizend jaar,

Republiek China, Republiek China,

deze heeft alle problemen doorstaan,

alleen doordat de Huang He (Gele Rivier) en Chang Jiang altijd water bevat,

Republiek China, Republiek China,

voor altijd en zal eeuwig bestaan.